# Abú al-Aláʾ al-Maʾarrí
Abú al-Ala'a al-Ma'arrí (jiným přepisem Abu 'l-Ala'a al-Ma'arrí – arabsky أبو العلاء المعري‎, celým jménem Abu 'l-Ala'a Ahmad ibn Abd Alláh ibn Sulajmán al-Tanúhí al-Ma'arrí – arabsky أبو العلاء أحمد بن عبد الله بن سليمان التنوخي المعري‎; 26. prosince 973 Ma'arat an-Numán, Sýrie – 10. nebo 21. května 1057, tamtéž) byl arabský básník a filozof. 
Jako mladý oslepl po prodělaných pravých neštovicích. Přesto studoval v blízkém Aleppu, pak v Tripolisu a Antiochii. V Bagdádu psal populární básně, ale odmítal své texty prodat. V roce 1010 se vrátil do Sýrie, když se začalo zhoršoval zdraví jeho matky, a nadále psal, za což si získal uznání místních.
Al-Ma'arrí je známý zejména svým kritickým postojem ke společnosti a volnomyšlenkářstvím, v některých svých dílech dokonce parodoval některé aspekty islámu.Kritizoval náboženská dogmata a praktiky, stejně kritický a sarkastický byl také vůči judaismu, křesťanství, islámu a zoroastrismu  a stal se deistou. Je často popisován jako „pesimistický myslitel“ a často se popisoval jako „dvojitý vězeň“ své slepoty a izolace. Obhajoval sociální spravedlnost a žil osamělým a asketickým způsobem života. Byl vegan (svého času známý jako morální vegetarián). V souladu se svým obecným pesimismem byl al-Ma'arri antinatalista a věřil, že by děti neměly být narozeny, aby byly uchráněny před bolestmi a utrpením v životě.
Al-Ma'arrí se nikdy neoženil a zemřel ve věku 83 let v Ma'arrat al-Nu'mánu, stejném městě, ve kterém se narodil. V roce 2013 byla soše al-Ma'arrího v jeho syrském rodném městě odstraněna hlava aktivisty z fronty an-Nusrá.

## Filozofie

#### Vykořisťování zvířat
V pozdějším věku se rozhodl přestat jíst maso a všechny ostatní živočišné produkty (tzn. stal se veganem). Na tohle téma také složil báseň.

#### Antinatalismus
Al-Ma'arrího fundamentální pesimismus se projevuje v jeho antinatalistickém doporučení, aby nebyly plozeny žádné děti, aby byly ušetřeny trápení v životě. V elegii, kterou složil po úmrtí svého příbuzného, mísí svůj žal s postřehy o pomíjivosti života. Sám si napsal epitaf na svůj hrob, který se zní: „Tohle je zločin mého otce vůči mně, který jsem sám nespáchal vůči nikomu.“ 

#### Askeze
Al-Ma'arrí byl asketa, zavrhl pozemské touhy a žil v izolaci od ostatních, zatímco pracoval na svých dílech. Byl proti všem formám násilí. Přestože měl v Bagdádu pozitivní ohlas, rozhodl se neprodat své texty, kvůli čemuž měl obtížný život. Jeho asketický životní styl byl porovnáván s podobnými myšlenkami v tehdejší Indii.